# In Honour of the City
In Honour of the City is een compositie van de Britse componist George Dyson. Het werk is geschreven voor koor en orkest.
Dyson had nog niet zoveel ervaring met het schrijven voor koor en kwam met dit werk als opmaat voor zijn magnum opus The Canterbury Pilgrims. Het is een toonzetting van vijf van de zeven verzen van de Schotse schrijver William Dunbar (?1465-?1530). De verzen dateren van rond 1500; inmiddels zijn er enige twijfels of de verzen van Dunbar zijn. In de verzen wordt de stad Londen opgehemeld. De Londenaren zelf vonden hun stad toen smerig, gevaarlijk (meeste huizen waren van hout) en ze leden dan ook aan allerlei ziekten die het gebrek aan hygiëne met zich mee brengt. Toch was men over het algemeen lovend over Londen, dat toch een voortrekkersrol had binnen Engeland.
De muziek klinkt hier nog avontuurlijk, later zou Dyson terugkeren naar de meer klassiekere vormen en muziek, wat hem gedurende zijn latere leven (en daarna) weinig uitvoeringen van zijn muziek opleverde. Pas in de jaren 80 en 90 van de 20e eeuw ontstond er weer belangstelling. Een steeds terugkerend thema in de compositie zijn de klokken van Westminster Abbey; veelal gespeeld door de hoorns.
William Walton heeft later een compositie geschreven op basis van hetzelfde thema; Walton liet de oude teksten staan; Dyson vertaalde de verzen naar de jaren 30 van de 20e eeuw.

## Bron en discografie
- Uitgave Chandos; Koor en orkest van de London Symphony Orchestra o.l.v. Richard Hickox
- Uitgave Unicorn Kanchana: Royal College of Music Chamber Choir en het Royal Philharmonic Orchestra o.l.v. Sir David Willcocks.